# États du Venezuela

Carte des États du Venezuela.

Les États sont la principale subdivision territoriale du Venezuela.

## Généralités
Le Venezuela est divisé en 23 États (en espagnol : estados), ainsi que deux régions à statut spécial : un district fédéral (distrito capital) et des dépendances fédérales (dependencias federales).
La division en États date de 1864. Avant la Guerre fédérale, le Venezuela est divisé en provinces. Jusqu'en 1910, le territoire vénézuélien connait de nombreuses modifications territoriales, séparation ou fusion d'États. Jusqu'aux années 1990, ces modifications cessèrent globalement, mais la fin du XXe siècle a vu l'apparition de trois nouveaux États : Delta Amacuro (1991), Amazonas (1994) et Vargas (1998).
Le Venezuela revendique également un important territoire dénommé Guayana Esequiba (ou zona en reclamación), faisant actuellement partie du Guyana. Ce territoire d'une superficie de 159 500 km2 (soit plus de 62 % du Guyana) comptait environ 102 000 habitants en 2008.

## Liste
La liste suivante recense les États et territoires du Venezuela.
| Drapeau | Armoiries | État                    | Statut    | Capitale                             | Superficie (km²) | Population (2005) | Population (2008) | Densité (hab./km², 2008) | Création | Localisation |
| ------- | --------- | ----------------------- | --------- | ------------------------------------ | ---------------- | ----------------- | ----------------- | ------------------------ | -------- | ------------ |
|         |           | Amazonas                | État      | Puerto Ayacucho                      | +180 145,        | +00136 506,       | +00146 029,       | +0001,                   | 1994     |              |
|         |           | Anzoátegui              | État      | Barcelona                            | +043 300,        | +01 440 876,      | +01 502 197,      | +0035,                   | 1909     |              |
|         |           | Apure                   | État      | San Fernando de Apure                | +076 500,        | +00457 685,       | +00485 470,       | +0006,                   | 1901     |              |
|         |           | Aragua                  | État      | Maracay                              | +007 014,        | +01 629 433,      | +01 689 056,      | +0241,                   | 1899     |              |
|         |           | Barinas                 | État      | Barinas                              | +035 200,        | +00730 407,       | +00772 734,       | +0022,                   | 1937     |              |
|         |           | Bolívar                 | État      | Ciudad Bolívar                       | +238 000,        | +01 490 612,      | +01 563 600,      | +0007,                   | 1901     |              |
|         |           | Carabobo                | État      | Valencia                             | +004 650,        | +02 106 264,      | +02 262 070,      | +0486,                   | 1864     |              |
|         |           | Cojedes                 | État      | San Carlos                           | +014 800,        | +00291 234,       | +00306 273,       | +0021,                   | 1864     |              |
|         |           | Delta Amacuro           | État      | Tucupita                             | +040 200,        | +00149 427,       | +00156 233,       | +0004,                   | 1991     |              |
|         |           | Falcón                  | État      | Coro                                 | +024 800,        | +00877 386,       | +00917 696,       | +0037,                   | 1864     |              |
|         |           | Guárico                 | État      | San Juan de Los Morros               | +064 986,        | +00723 965,       | +00759 508,       | +0012,                   | 1899     |              |
|         |           | La Guaira               | État      | La Guaira                            | +001 496,        | +00329 447,       | +00335 368,       | +0224,                   | 1998     |              |
|         |           | Lara                    | État      | Barquisimeto                         | +019 800,        | +01 751 625,      | +01 824 087,      | +0092,                   | 1901     |              |
|         |           | Mérida                  | État      | Mérida                               | +011 300,        | +00819 760,       | +00859 924,       | +0076,                   | 1864     |              |
|         |           | Miranda                 | État      | Los Teques                           | +007 950,        | +02 789 073,      | +02 902 235,      | +0365,                   | 1909     |              |
|         |           | Monagas                 | État      | Maturín                              | +028 930,        | +00828 363,       | +00882 996,       | +0031,                   | 1909     |              |
|         |           | Nueva Esparta           | État      | La Asunción                          | +001 150,        | +00426 337,       | +00443 648,       | +0386,                   | 1909     |              |
|         |           | Portuguesa              | État      | Guanare                              | +015 200,        | +00848 259,       | +00880 503,       | +0058,                   | 1909     |              |
|         |           | Sucre                   | État      | Cumaná                               | +011 800,        | +00895 978,       | +00930 989,       | +0079,                   | 1909     |              |
|         |           | Táchira                 | État      | San Cristóbal                        | +011 100,        | +01 145 374,      | +01 198 892,      | +0108,                   | 1899     |              |
|         |           | Trujillo                | État      | Trujillo                             | +007 400,        | +00691 908,       | +00724 839,       | +0098,                   | 1899     |              |
|         |           | Yaracuy                 | État      | San Felipe                           | +007 100,        | +00499 049,       | +00609 861,       | +0086,                   | 1909     |              |
|         |           | Zulia                   | État      | Maracaibo                            | +063 100,        | +03 520 376,      | +03 687 332,      | +0058,                   | 1864     |              |
|         |           | District de la capitale | District  | Caracas                              | +000433,         | +02 284 921,      | +02 091 452,      | +4 830,                  | 1999     |              |
|         |           | Dépendances fédérales   | District  | Aucune (administrées depuis Caracas) | +000342,         | +0 0002 245,      | +0 0001 791,      | +0005,                   | 1945     |              |
|         |           | Venezuela               | Venezuela | Caracas                              | +916 696,        | +26 866 510,      | +27 934 783,      | +0030,                   | 1830     |              |